# Crazia
Die Crazia, seltener Cracia, Plural Crazie war ein italienisches Längenmaß im Großherzogtum Toskana. 
- 1 Crazia = 21,5 Pariser Linien = 0,0473 Meter[1]
- 12 Crazie = 1 Braccio/Elle
- 24 Crazie = 1 Passo/Schritt
- 60 Crazie = 1 Canna/Perche/Rute